# Alar Karis
Alar Karis (ur. 26 marca 1958 w Tartu) – estoński genetyk, naukowiec, nauczyciel akademicki i urzędnik państwowy. Rektor Estońskiego Uniwersytetu Przyrodniczego (2003–2007) oraz Uniwersytetu w Tartu (2007–2012), w latach 2013–2018 kontroler państwowy, od 2018 do 2021 dyrektor Estońskiego Muzeum Narodowego, od 2021 prezydent Estonii.

## Życiorys
Z wykształcenia biolog, specjalista w zakresie genetyki. W 1981 ukończył studia na Estońskiej Akademii Rolniczej. W 1987 uzyskał stopień kandydata nauk w instytucie eksperymentalnej medycyny weterynaryjnej Akademii Nauk Białoruskiej SRR. W latach 1981–1987 był pracownikiem naukowym w Eesti Loomakasvatuse ja Veterinaaria Instituut (instytucie hodowli zwierząt i medycyny weterynaryjnej), następnie do 1992 pracował w Eesti Biokeskus, centrum badawczym zajmującym się genetyką. W latach 1993–1998 zawodowo związany z wydziałem medycznym Uniwersytetu Erazma w Rotterdamie.
W 1999 objął stanowisko profesora na Uniwersytecie w Tartu, został też kierownikiem katedry zoologii. Pełnił funkcję rektora Estońskiego Uniwersytetu Przyrodniczego (2003–2007) oraz rektora Uniwersytetu w Tartu (2007–2012). W latach 2013–2018 sprawował konstytucyjny urząd kontrolera państwowego. W 2018 został dyrektorem Estońskiego Muzeum Narodowego.
W sierpniu 2021 współrządzące Estońska Partia Centrum oraz Estońska Partia Reform wysunęły kandydaturę Alara Karisa na stanowisko prezydenta Estonii. 30 sierpnia, będąc jedynym kandydatem, w pierwszym głosowaniu otrzymał 63 głosy w 101-osobowym Riigikogu, nie uzyskując wymaganej większości 2/3 ogólnej liczby deputowanych. 31 sierpnia oficjalnie poparła go centroprawicowa Isamaa; tegoż dnia w drugim głosowaniu Alar Karis został wybrany na urząd prezydenta większością 72 głosów. Stanowisko to objął 11 października 2021.

## Życie prywatne
Żonaty z Sirje Karis, ma troje dzieci.

## Odznaczenia
- Łańcuch Orderu Herbu Państwowego (z urzędu, 2021)[7]
- Order Gwiazdy Białej IV klasy (2007)[8][9]
- Komandor Orderu Gwiazdy Polarnej (Szwecja, 2011)[9]
- Krzyż Uznania III klasy (Łotwa, 2013)[10]
- Krzyż Komandorski Orderu Lwa Finlandii (Finlandia, 2013)[11]
- Order Trzech Gwiazd I klasy (Łotwa, 2023)[12]
- Order Królewski Serafinów (Szwecja, 2023)[13]
- Order Księcia Jarosława Mądrego I klasy (Ukraina, 2024)[14][15]
- Łańcuch Krzyża Wielkiego Orderu Białej Róży Finlandii (Finlandia, 2024)[16]
- Kawaler Krzyża Wielkiego Udekorowany Wielką Wstęgą Orderu Zasługi Republiki Włoskiej (Włochy, 2025)[17]
- Order Orła Białego (Polska, 2025)[18][19]